# Liste der denkmalgeschützten Objekte in Großschönau (Niederösterreich)
Die Liste der denkmalgeschützten Objekte in Großschönau enthält die 14 denkmalgeschützten, unbeweglichen Objekte der Gemeinde Großschönau.

## Denkmäler
| Foto |                 | Denkmal                                                                                             | Standort                                 | Beschreibung | Metadaten |
| ---- | --------------- | --------------------------------------------------------------------------------------------------- | ---------------------------------------- | --- | --- |
| ja   | Datei hochladen | Schlossanlage Engelstein HERIS-ID: 29434 Objekt-ID: 26079                                           | Engelstein 1 Standort KG: Engelstein     | Die ursprünglich mittelalterliche Burganlage wurde im 16. Jahrhundert mehrmals umgebaut. Die Schlosskapelle besitzt eine gotische und barocke Ausstattung. | BDA-Hist.: Q37926687 Status: Bescheid Stand der BDA-Liste: 2025-06-30 Name: Schlossanlage Engelstein GstNr.: .2, .3, .4, .5, .6, .7, .8, .26/1, .26/3, .33, 114, 116, 118, 120 Schloss Engelstein |
| ja   | Datei hochladen | Ortskapelle Großotten HERIS-ID: 29436 Objekt-ID: 26081                                              | Standort KG: Großotten                   | Die an der Querstraße des Angers von Großotten gelegene Ortskapelle ist ein schlichter Bau von 1816 mit rundem Schluss, Dachreiter und Zwiebelhelm. Zur Ausstattung des flach gedeckten Innenraums zählen ein barockes Kruzifix des 18. Jahrhunderts und eine barocke Rosenkranzmadonna des 18./19. Jahrhunderts. | BDA-Hist.: Q37926701 Status: § 2a Stand der BDA-Liste: 2025-06-30 Name: Ortskapelle Großotten GstNr.: .15                                                                                         |
| ja   | Datei hochladen | Pfarrhof HERIS-ID: 29431 Objekt-ID: 26076                                                           | Großschönau 1 Standort KG: Großschönau   | Der Pfarrhof am westlichen Friedhofsende, einst ein Wehrbau und Amtsmannssitz der Kuenringer, wurde 1679 bis 1700 neu errichtet. Der zweigeschoßige, breit gelagerte Bau mit Satteldach hat Fensterfaschen und eine Gliederung durch Putzfelder, ein rustiziertes Hoftor und im Hof Erdgeschoßarkaden auf toskanischen Säulen. Im Erdgeschoß befindet sich ein frühgotisches, abgefastes Spitzbogenportal, im Obergeschoß ein Raum mit ornamentaler Deckenbemalung aus dem zweiten Viertel des 19. Jahrhunderts und eine um 1460 angefertigte gotische Schnitzfigur Maria mit Kind aus der Filialkirche Harmannstein. Das Altarblatt aus der zweiten Hälfte des 17. Jahrhunderts zeigt die Marienkrönung mit Heiligen. | BDA-Hist.: Q37926664 Status: § 2a Stand der BDA-Liste: 2025-06-30 Name: Pfarrhof GstNr.: .1 |
| ja   | Datei hochladen | Wohnhaus, sog. Jägerhaus HERIS-ID: 29430 Objekt-ID: 26075                                           | Großschönau 28 Standort KG: Großschönau  | Das Mitte des 19. Jahrhunderts im Norden des Angers erbaute Gebäude, das sogenannte Jägerhaus, ist im Stil eines englischen Landhauses der Tudorgotik gehaltener, dreiflügeliger, ehemaliger Schafmeisterhof der Herrschaft Engelstein. | BDA-Hist.: Q37926651 Status: Bescheid Stand der BDA-Liste: 2025-06-30 Name: Wohnhaus, sog. Jägerhaus GstNr.: .23, .25                                                                             |
| ja   | Datei hochladen | Kath. Pfarrkirche hl. Leonhard mit Friedhofsmauer HERIS-ID: 29432 Objekt-ID: 26077                  | Standort KG: Großschönau                 | Die ursprünglich romanische Kirche wurde im 15. Jahrhundert durch einen spätgotischen Chor und den Einbau einer Halle verändert. Das Altarblatt am spätbarocken Hochaltar stammt von Martin Johann Schmidt. | BDA-Hist.: Q20754099 Status: § 2a Stand der BDA-Liste: 2025-06-30 Name: Kath. Pfarrkirche hl. Leonhard mit Friedhofsmauer GstNr.: .2 Pfarrkirche hl. Leonhard, Großschönau                        |
| ja   | Datei hochladen | Bildstock HERIS-ID: 29427 Objekt-ID: 26072                                                          | Standort KG: Großschönau                 | Beim Friedhof steht ein achtseitiger Tabernakelpfeiler aus dem 17. Jahrhundert. | BDA-Hist.: Q37926615 Status: § 2a Stand der BDA-Liste: 2025-06-30 Name: Bildstock GstNr.: 1394/4                                                                                                  |
| ja   | Datei hochladen | Figurenbildstock hl. Johannes Nepomuk HERIS-ID: 29428 Objekt-ID: 26073                              | Standort KG: Großschönau                 | Die Steinfigur des Johannes Nepomuk ist mit 1784 bezeichnet. | BDA-Hist.: Q37926627 Status: § 2a Stand der BDA-Liste: 2025-06-30 Name: Figurenbildstock hl. Johannes Nepomuk GstNr.: 185 Figurenbildstock hl. Johannes Nepomuk, Großschönau                      |
| ja   | Datei hochladen | Pranger HERIS-ID: 29429 Objekt-ID: 26074                                                            | Standort KG: Großschönau                 | Der Pranger hat einen Pyramidenaufsatz und ist mit der Jahreszahl 1737 bezeichnet. | BDA-Hist.: Q37926639 Status: § 2a Stand der BDA-Liste: 2025-06-30 Name: Pranger GstNr.: 185 |
| ja   | Datei hochladen | Ortskapelle Harmannstein HERIS-ID: 29424 Objekt-ID: 26069                                           | Standort KG: Harmannstein                | Die in der Angermitte an der Querstraßenkreuzung gelegene Ortskapelle wurde 1882 erbaut. Sie hat eine halbkreisförmige Apsis und einen Dachreiter. Das Altarziborium zeigt ein Bild des hl. Johannes. | BDA-Hist.: Q37926591 Status: § 2a Stand der BDA-Liste: 2025-06-30 Name: Ortskapelle Harmannstein GstNr.: .28 Ortskapelle Harmannstein                                                             |
| ja   | Datei hochladen | Kath. Filialkirche hl. Johannes der Täufer, ehem. Burg Hadmarstein HERIS-ID: 29425 Objekt-ID: 26070 | Standort KG: Harmannstein                | Die spätgotische, barockisierte Kirche steht an Stelle der Burg Harmannstein von Hadmar II. von Kuenring. Die erweiterte Burgkapelle ist heute die Filialkirche hl. Johannes der Täufer. | BDA-Hist.: Q37926604 Status: § 2a Stand der BDA-Liste: 2025-06-30 Name: Kath. Filialkirche hl. Johannes der Täufer, ehem. Burg Hadmarsteine GstNr.: .1 Johanneskirche, Harmannstein               |
| ja   | Datei hochladen | Ortskapelle Mistelbach HERIS-ID: 29437 Objekt-ID: 26082                                             | bei Mistelbach 8 Standort KG: Mistelbach | Die im Westteil des Ortes gelegene Ortskapelle von 1788 hat eine halbkreisförmige Apsis und einen Dachreiter. Der Innenraum hat eine Stichkappentonne. | BDA-Hist.: Q37926714 Status: § 2a Stand der BDA-Liste: 2025-06-30 Name: Ortskapelle Mistelbach GstNr.: .16                                                                                        |
| ja   | Datei hochladen | Ortskapelle Wachtberg HERIS-ID: 29444 Objekt-ID: 26089                                              | Standort KG: Wachtberg                   | Die Ortskapelle aus dem 18. Jahrhundert trägt einen sechskantigen Dachreiter mit Zwiebelhaube. | BDA-Hist.: Q37926726 Status: § 2a Stand der BDA-Liste: 2025-06-30 Name: Ortskapelle Wachtberg GstNr.: .14                                                                                         |
| ja   | Datei hochladen | Sog. Schwedenkreuz HERIS-ID: 29446 Objekt-ID: 26091                                                 | Standort KG: Wörnharts                   | Das einfach behauene Steinkreuz befand sich früher außerhalb des Ortes und wurde 1982 auf einem Granitblock neben der Kapelle aufgestellt. | BDA-Hist.: Q37926739 Status: § 2a Stand der BDA-Liste: 2025-06-30 Name: Sog. Schwedenkreuz GstNr.: 45                                                                                             |
| ja   | Datei hochladen | Bildstock HERIS-ID: 29448 Objekt-ID: 26093                                                          | Standort KG: Zweres                      | Der Tabernakelpfeiler stammt aus dem 16. oder 17. Jahrhundert. | BDA-Hist.: Q37926752 Status: § 2a Stand der BDA-Liste: 2025-06-30 Name: Bildstock GstNr.: 331 |

## Ehemalige Denkmäler
| Foto |                 | Denkmal                                                              | Standort                           | Beschreibung | Metadaten |
| ---- | --------------- | -------------------------------------------------------------------- | ---------------------------------- | --- | --- |
| ja   | Datei hochladen | Wohn- und Wirtschaftsgebäude, ehem. Wehrhof Objekt-ID: 26805bis 2015 | Hirschenhof 8 Standort KG: Thaures | Der 1420 erstmals erwähnte, ehemalige mittelalterliche Wehrhof an der Fernstraße von Weitra nach Zwettl wurde 1625 durch Landgraf Egon zu Fürstenberg von Weitra als Meierhof und Jagdschloss umgebaut. Der vierflügelige Bau hat einen stattlichen, zweigeschoßigen Vorderflügel, der im 19. Jahrhundert erneuert wurde. Er verfügt über eine Ortsteinrahmung und hat ein ortsteingerahmtes Haupttor mit Giebelaufsatz einem Hirschkopfrelief am Keilstein. Im Innenraum sind Holzdecken mit Unterzug zu sehen, die im 16. Jahrhundert angefertigt wurden. An das Haupthaus anschließend gibt es Stallungen und eine Scheune. Der östliche Wirtschaftsflügel verfügt über eine zwei- und dreischiffige Säulenhalle mit Kreuzgratgewölben, die im 17. Jahrhundert gebaut wurde. Anmerkung: Bis 2014 war unter der ID 26084 ein weiterer Teil des Hirschenhofs geschützt. | BDA-Hist.: Q106684209 Status: Bescheid Stand der BDA-Liste: 2015-06-26 Name: Wohn- und Wirtschaftsgebäude, ehem. Wehrhof GstNr.: 1562 Wehrhof Hirschenhof, Großschönau |